# Jacques Loew
Jacques Loew (ur. 31 sierpnia 1908 w Clermont-Ferrand, zm. 14 lutego 1999 w Echourgnac we Francji) – francuski dominikanin, prekursor ruchu Księży-robotników, duszpasterz środowisk robotniczych, misjonarz.

## Życiorys
Urodził się w rodzinie niewierzącej. Ukończył studia prawnicze, nawrócił się i w 1934 wstąpił do zakonu dominikańskiego. W 1939 przyjął święcenia kapłańskie, a w 1941 został przez przełożonych wysłany do Marsylii w celu bliższego poznania życia robotników. Chociaż nie było początkowo takiego planu, zaczął tam pracować jako doker. Jego posługa dała przykład innym księżom, którzy łączyli kapłaństwo z pracą fizyczną, zainspirowała też o. René Voillaume do nadania nowego kształtu zgromadzeniu Małych Braci Jezusa. Wśród osób, które odwiedziły go w Marsylii był także Karol Wojtyła (w 1947 w czasie pierwszej wizyty w Europie Zachodniej).
W 1954 podporządkował się wstrzymaniu przez Watykan eksperymentu księży-robotników. W 1955 założył w Tuluzie tzw. Misję Robotniczą Św. Piotra i Pawła (Mission Ouvrière Saints-Pierre-et-Paul), której celem była ewangelizacja w środowiskach robotniczych i formacja kapłanów o takim pochodzeniu. Był za nią odpowiedzialny do 1973. Pracował w tym czasie jako misjonarz w Brazylii i Afryce. W 1969 założył we Fryburgu tzw. Szkołę Wiary (Ecole de la Foi), ośrodek formacji animatorów wspólnot chrześcijańskich, którym kierował do 1981, równocześnie głosząc rekolekcje, konferencje, przede wszystkim w Brazylii. W 1971 głosił rekolekcje wielkopostne w Watykanie na zaproszenie papieża Pawła VI. Ostatnie lata życia, począwszy od 1981, spędził jako mnich w klasztorach w Citeaux, Tamie i Echourgnac.
W 1989 otrzymał Grand prix catholique de littérature.

## Książki
Był autorem wielu książek, z których po polsku ukazały się:
- Wytrwał jakby widząc Niewidzialnego : sylwetka współczesnego apostoła (1973), oryg. Comme s'il voyait ľinvisible (1964)
- Jezus zwany Chrystusem (1973), oryg. Ce Jésus qu'on appelle Christ'  (1970)
- Modlitwa w szkole wielkich przyjaciół Boga (1977), oryg. Prière à l'école des grands priants (1975)
- Przypowieści i obrazki (1982), oryg. Paraboles et fariboles (1978)
- Jezusie, gdzie Cię szukać... (1996), oryg. Jésus, où te chercher? (1992)